# بیورکوبی، وتلاندا
بیورکوبی(به سوئدی: Björköby) یک منطقه مسکونی است که در بخش وتلاندا شهرستان یونشوپینگ در کشور سوئد واقع شده است. جمعیت بیورکوبی در پایان سال ۲۰۱۰ بالغ بر ۲۷۳ نفر بوده است.